# Aleiodes brevipendulatus
Aleiodes brevipendulatus är en stekelart som beskrevs av Van Achterberg 1995. Aleiodes brevipendulatus ingår i släktet Aleiodes och familjen bracksteklar. Inga underarter finns listade i Catalogue of Life.